# Догерманский субстрат
Догерма́нский субстра́т — лингвистическая гипотеза, согласно которой особенности лексики, морфологии и синтаксиса германских языков, отличающие их от прочих индоевропейских языков, объясняются наличием слоя лексики доиндоевропейского происхождения. Прагерманский язык, согласно данной гипотезе, родился в ходе неолитической креолизации носителей языков разных семей — индоевропейской и доиндоевропейского субстрата.
Гипотезу выдвинул в 1932 году немецкий лингвист Зигмунд Файст, который считал, что около трети лексических элементов прагерманского языка происходят из субстрата доиндоевропейского происхождения, и что предполагаемое упрощение системы индоевропейских флексий возникло в результате контакта языков различного происхождения.
До настоящего времени остаётся под вопросом культурная принадлежность носителей доиндоевропейского германского субстрата. Среди кандидатов в субстратные культуры исследователи в разные годы рассматривали культуру Эртебёлле, культуру ямочной керамики, культуру воронковидных кубков и культуру шнуровой керамики. По современным представлениям, культуру Эртебёлле можно несомненно отнести к доиндоевропейскому субстрату, культуру ямочной керамики — к носителям палеоевропейских или финно-угорских языков, тогда как культура шнуровой керамики с большой вероятностью была индоевропейской по языку. Языковая принадлежность культуры воронковидных кубков остаётся под вопросом.
В начале XXI века теорию догерманского субстрата существенно развил немецко-австралийский лингвист Роберт Майлхаммер, показавший в своей работе «Германские сильные глаголы», что сильные глаголы германских языков не имеют индоевропейской этимологии, и что сама система сильных глаголов также, по-видимому, имеет неиндоевропейское происхождение.
Теория догерманского субстрата не является общепризнанной среди лингвистов.

## Характеристики прагерманского языка и объясняющие гипотезы
Германские языки представляют собой группу с ярко выраженными собственными характеристиками в рамках индоевропейской семьи: первое передвижение согласных по закону Гримма представляет собой существенное изменение, затронувшие все смычные согласные в словах, унаследованных из праиндоевропейского языка; впрочем, если справедлива глоттальная теория, то прагерманская система согласных как раз более консервативна, чем таковая в большинстве других индоевропейских языков.
Кроме того, в германских языках отмечаются и другие инновации (по сравнению с протоиндоевропейским) в сфере грамматики. По мнению Файста, часть падежей, отмеченных в наиболее консервативных индоевропейских языках, таких, как санскрит или литовский, отсутствуют в германских. Эта характеристика, однако, стала предметом споров: лингвист Эдуард Прокош считал, что общеиндоевропейские элементы преобладали и в германских языках. Кроме того, в ряде других древних индоевропейских языков (например, в хеттском и древнегреческом) также отмечается уменьшение числа падежей по сравнению с праиндоевропейским.
По мнению Эдгара Поломе, отсутствие некоторых падежей, реконструированных лингвистами для протоиндоевропейского, вовсе не обязательно объясняется упрощением языков в ходе контактов с инородными языками. Ведь существует, например, достаточно заметное структурное сходство между глагольной системой современных германских языков и хеттского языка, однако сходство исчезает, если сравнивать с хеттским языком не современное, а более древнее состояние германских языков, засвидетельствованное, например, в современном исландском языке.
Согласно гипотезе, прагерманский язык возник как гибрид (креольский язык) двух индоевропейских диалектов, один из которых относился к группе кентум, а другой — сатем, однако к моменту гибридизации взаимопонимание между ними сохранялось. Эта гипотеза является попыткой объяснить сложность причисления германских языков к одной из двух групп и связанные с этим затруднения в определении места германских языков на древе индоевропейских. Согласно традиционной точке зрения, германские языки причисляются к группе «кентум».
В германских языках ряд слов не подчиняются правилу консонантной ротации: ūp = «up» является аналогом санскритского upa- и ведийского upári: обычно, где в германских языках встречается «p», ему соответствует общеиндоевропейский b, однако в данном случае, когда «p» имеется также и в санскрите, можно предположить, что и в праиндоевропейском имелся «p», который, однако, в германских языках должен был иметь в качестве параллели «ūf».

## Теория Хокинса
Британский лингвист Джон Хокинс внёс дальнейший вклад в развитие теории германского субстрата. По его мнению, носители прагерманского языка встретились с носителями некоего неиндоевропейского языка, из которого были заимствованы многочисленные элементы. Хокинс предполагает, что трансформации, описываемые законом Гримма, являются результатом попытки людей, говоривших на неиндоевропейском языке, выговорить звуки, опираясь на фонетику собственного языка. Хокинс связывает этих людей с носителями культуры шнуровой керамики, которая, согласно некоторым гипотезам, сложилась в результате влияния индоевропейских мигрантов на носителей доиндоевропейской культуры воронковидных кубков.
Как полагал Тео Феннеманн, ряд культурных терминов, характерных для германских языков, встречаются только в северной Европе и не встречаются в других индоевропейских языках — это, например, название ash для пепла.
Хокинс, в дополнение к этому, утверждает, что более 1/3 исконного лексикона германских языков имеет доиндоевропейское происхождение, и считает причиной этого наличие субстратного языка. К доиндоевропейской лексике Хокинс относит мореплавательную, земледельческую, технологическую, военную лексику, названия животных и рыб, общинных и социальных институтов. Ниже приведена выдержка из списка Хокинса (все примеры взяты из английского языка):
| Мореплавание                                                                                 | Война, оружие                   | Животные, рыбы                            | Общество                                                       | Разное                                              |
| -------------------------------------------------------------------------------------------- | ------------------------------- | ----------------------------------------- | -------------------------------------------------------------- | --------------------------------------------------- |
| - sea - ship - strand - ebb - steer - sail - keel - oar - mast - north - south - east - west | - sword - shield - helmet - bow | - carp - eel - calf - lamb - bear - stork | - king - knight - house - wife - bride - groom - earth - thing | - drink - leap - bone - hand - sick - evil - little |

Для некоторых из терминов, предложенных Хокинсом, другими исследователями предлагалась индоевропейская этимология. В частности, слово helmet пытались связать с реконструируемым индоевропейским *kel- («скрывать», «охватывать»), а east — с праиндоевропейским *h₂eus-ro- («белый»). Возможно, кроме того, что ряд праиндоевропейских корней просто не сохранились в других современных индоевропейских словах: предполагалось, к примеру, что слово wife (англ. «жена») могло быть связано с тохарским B kwipe («вульва»), из реконструируемого ПИЕ *gʷíh₂bʰo-.
В целом, если перечень индоевропейских корней, который составил Калверт Уоткинс, приведенный в словаре The American Heritage Dictionary of the English Language, опубликованном в 1969 г., содержал ряд слов, которые, как считал составитель списка, существовали лишь в германских языках, то по современным данным, список этих «исключительно германских слов» существенно сократился.
Некоторые из недавних исследований по прагерманскому языку прямо отрицают гипотезу догерманского субстрата.

## Теория «земледельческого» субстрата
Имеется также предположение Г. Кронена, который связывает с предполагаемым языком или языками населения культуры линейно-ленточной керамики некоторые форманты, общие для догерманского и догреческого субстратов, в том числе префикс *a- и суффикс *-it- (или *-id-). Из этого языка или языков могли происходить некоторые слова прагерманского языка, относящиеся к земледельческой и скотоводческой терминологии, индоевропейская этимология которых неубедительна: например, *arwīt («горох») или *gait («козёл»).
Развивая идеи Кронена, А. Шорго сделал вывод, что из 76 рассмотренных им лексем прагерманского языка, имеющих предположительно субстратную природу, такая природа крайне вероятна для как минимум 49, при этом 36 из них могут происходить именно из «земледельческого» субстратного языка (или группы близкородственных языков). Шорго также выделил 7 главных особенностей, характерных для возможных заимствований из этого языка, и попытался реконструировать некоторые черты его фонетики: в частности, систему вокализма из 4 гласных (*/æ/, */a/, */i/, */u/), противопоставление глухих и преназализированных звонких смычных согласных, отсутствие полугласного */j/, а также подвижное ударение.

## Происхождение геминат
Гипотезу догерманского субстрата поддерживает школа исторической лингвистики в Лейдене, пытавшаяся объяснить таким образом происхождение прагерманских геминат — удвоенных смычных (*kk, *tt и *pp), противоречащих праиндоевропейской фонотактике. П. Схрейвер считает, что все содержащие их слова заимствованы из гипотетического субстратного «языка геминат». Между тем, Г. Кронен продемонстрировал, что прагерманские геминаты встречаются почти исключительно в именах с n-основой, поэтому объясняются законом Клуге, а теорию субстрата следует оценивать не иначе, как «трагическую травму германистики». При этом Кронен признаёт, что не все свидетельства геминальных согласных в индоевропейских языках можно объяснить регулярным изменением звука. Геминаты могут присутствовать в словах, которые демонстрируют другие признаки субстратного происхождения, например др.-греч. βέλεκκος «вид бобовых», где двусложный корень начинается на *b (≠ *gʷ), заканчивается на геминальный, а само слово семантически относится к области сельского хозяйства.

## Теория Виика
Финский фонолог Калеви Виик предложил спорную гипотезу, согласно которой германский субстрат мог представлять собой один из финно-угорских языков. По мнению Виика, существует сходство между типичными ошибками финноговорящих в английском произношении и фонетическими мутациями, которые засвидетельствованы при переходе от праиндоевропейского к протогерманскому языку. Аргументация Виика основывается на гипотезе о том, что во время оледенения в древней Европе существовали изолированные группы населения, относящиеся к трём языковым семьям — финно-угорской, индоевропейской и баскской. Согласно Виику, носители финно-угорских языков якобы раньше всех распространились по Европе и оказали влияние на более поздних вторженцев, говоривших на индоевропейских языках, в том числе и на прагерманских.
Большинство лингвистов отвергают теорию Виика. Существование в древней Европе других неиндоевропейских языков, таких, как тирренские языки, усложняет ситуацию, поскольку гипотеза Виика игнорирует их существование.

## Генетические данные
Новый свет на гипотезу догерманского субстрата пролила генетическая генеалогия. Если среди большинства индоевропейских народов по мужской линии доминируют различные субклады Y-хромосомной гаплогруппы R (Кузьменко 2011: 197), то среди носителей германских языков отмечен исключительно высокий, по сравнению с прочими народами, процент гаплогрупп I1 и I2b (Кузьменко 2011: 191), предположительно преобладавших среди доиндоевропейского населения Европы. С другой стороны, данный факт находится в прямом противоречии с гипотезой Виика, поскольку среди современных финно-угорских народов, независимо от места их обитания, доминирующей Y-гаплогруппой является N, тогда как I представлена не так широко (Кузьменко 2011: 204).
По мнению Ю. К. Кузьменко, полное или почти полное отсутствие следов влияния языка (или языков) носителей гаплогруппы I1 в прагерманском языке может объясняться резкой депопуляцией носителей I1, произошедшей около 3000 г. до н. э., прослеживающейся по данным популяционной генетики. Тем не менее, он все же не отрицает возможности субстратного происхождения небольшого количества общегерманских слов, этимология которых по-прежнему остается спорной (например, в современном немецком языке — See, Regen, Traube). Археологическими коррелятами I1 он считает культуру Эртебёлле и культуру воронковидных кубков (Кузьменко 2011: 197).